# Symplusia
Symplusia là một chi bướm đêm thuộc họ Erebidae.